# Воробіївська сільська рада (Великомихайлівський район)
Воробіївська сільська́ ра́да — колишня адміністративно-територіальна одиниця та орган місцевого самоврядування в Великомихайлівському районі Одеської області. Адміністративний центр — село Воробіївка.

## Історія
Сільська рада утворена в 1961 році.
У 1962 році Чапаєвська сільська рада Цебриківського району увійшла до складу Роздільнянського.
В 1965 році сільрада була передана зі складу Роздільнянського району до Великомихайлівського.

## Загальні відомості
- Територія ради: 69,34 км²
- Населення ради: 762 особи (станом на 2001 рік)
- Територією ради протікає річка Малий Куяльник

## Населені пункти
Сільській раді були підпорядковані населені пункти:
- с. Воробіївка
- с. Воробйове
- с. Юрашеве

## Населення
Згідно з переписом 1989 року населення села становило 1203 особи, з яких 529 чоловіків та 674 жінки.
За переписом населення 2001 року в селі мешкала 761 особа.

### Мова
Розподіл населення за рідною мовою за даними перепису 2001 року:
| Мова       | Відсоток |
| ---------- | -------- |
| українська | 90,68 %  |
| молдовська | 4,2 %    |
| російська  | 2,89 %   |
| вірменська | 1,31 %   |
| гагаузька  | 0,66 %   |
| болгарська | 0,13 %   |
| румунська  | 0,13 %   |

## Склад ради
Рада складалася з 12 депутатів та голови.
- Голова ради: Рисич Сергій Іванович
- Секретар ради: Кохановська Людмила Іванівна

### Керівний склад попередніх скликань
| Прізвище, ім'я, по батькові      | Основні відомості                                                                       | Дата обрання | Дата звільнення |
| -------------------------------- | --------------------------------------------------------------------------------------- | ------------ | --------------- |
| Чумак Олександр Михайлович       | Сільський голова, 1952 року народження, безпартійний                                    | 26.03.2006   | 10.04.2008      |
| Єрьоменко Георгій Олекс Андрович | Сільський голова, 1976 року народження, безпартійний                                    | 30.11.2008   | 31.10.2010      |
| Рисич Сергій Іванович            | Сільський голова, 1969 року народження, освіта середня спеціальна, член Партії регіонів | 31.10.2010   | 29.10.2017      |

Примітка: таблиця складена за даними сайту Верховної Ради України

### Депутати
За результатами місцевих виборів 2010 року депутатами ради стали:

#### За суб'єктами висування
| Суб'єкт висування | Кількість обраних депутатів | %    |
| ----------------- | --------------------------- | ---- |
| Партія регіонів   | 7                           | 58,3 |
| Самовисування     | 4                           | 33,3 |
| Народна партія    | 1                           | 8,3  |

#### За округами
| № округу        | Прізвище, ім'я, по батькові     | Дата визнання обраним | Освіта             | Партійна приналежність | Відомості про обраного депутата                            |
| --------------- | ------------------------------- | --------------------- | ------------------ | ---------------------- | ---------------------------------------------------------- |
| Народна Партія  |                                 |                       |                    |                        |                                                            |
| 10              | Бібік Лариса Петрівна           | 03.11.2010            | середня            | позапартійна           | приватний підприємець, реалізатор                          |
| Партія регіонів |                                 |                       |                    |                        |                                                            |
| 2               | Голець Ірина Миколаївна         | 03.11.2010            | середня спеціальна | член Партії регіонів   | Чапаївська сільська рада, головний бухгалтер               |
| 3               | Кукуруза Анжела Іванівна        | 03.11.2010            | вища               | член Партії регіонів   | Чапаєвська загальноосвітня школа, вчитель української мови |
| 7               | Чорба Анатолій Костянтинович    | 03.11.2010            | вища               | член Партії регіонів   | тимчасово не працює                                        |
| 8               | Кременчук Ігор Анатолійович     | 03.11.2010            | незакінчена вища   | член Партії регіонів   | тимчасово не працює                                        |
| 9               | Барановський Олександр Іванович | 03.11.2010            | середня спеціальна | член Партії регіонів   | Цебриківське лісництво, лісник                             |
| 11              | Шестеріков Валерій Миколайович  | 03.11.2010            | середня            | член Партії регіонів   | тимчасово не працює                                        |
| 12              | Граб Віра Іванівна              | 03.11.2010            | середня            | член Партії регіонів   | пенсіонер                                                  |
| Самовисування   |                                 |                       |                    |                        |                                                            |
| 1               | Кохановська Людмила Іванівна    | 03.11.2010            | середня спеціальна | позапартійна           | Чапаївська сільська рада, секретар                         |
| 4               | Романовська Тетяна Миколаївна   | 03.11.2010            | середня спеціальна | позапартійна           | Чапаєвський фельдшерсько-акушерський пункт, завідувачка    |
| 5               | Кохановська Ольга Василівна     | 03.11.2010            | середня спеціальна | позапартійна           | тимчасово не працює                                        |
| 6               | Явтуховська Наталя Сергіївна    | 03.11.2010            | середня            | позапартійна           | тимчасово не працює                                        |